# Спринг Хил (Тенеси)
Спринг Хил (енгл. Spring Hill) град је у америчкој савезној држави Тенеси.

## Демографија
По попису из 2010. године број становника је 29.036, што је 21.321 (276,4%) становника више него 2000. године.
| Група             | 2000.         | 2010.          |
| Белци             | 6.681 (86,6%) | 24.815 (85,5%) |
| Афроамериканци    | 602 (7,8%)    | 1.564 (5,4%)   |
| Азијати           | 38 (0,5%)     | 476 (1,6%)     |
| Хиспаноамериканци | 307 (4,0%)    | 1.640 (5,6%)   |
| Укупно            | 7.715         | 29.036         |